# (73151) 2002 GO102
(73151) 2002 GO102 – planetoida z pasa głównego asteroid okrążająca Słońce w ciągu 4,51 lat w średniej odległości 2,73 j.a. Odkryta 10 kwietnia 2002 roku.